# Дощові ліси Біаку та Нумфору
Дощові ліси Біаку та Нумфору (ідентифікатор WWF: AA0103) — австралазійський екорегіон тропічних та субтропічних вологих широколистяних лісів, розташований на островах Біак біля північного узбережжя Нової Гвінеї.

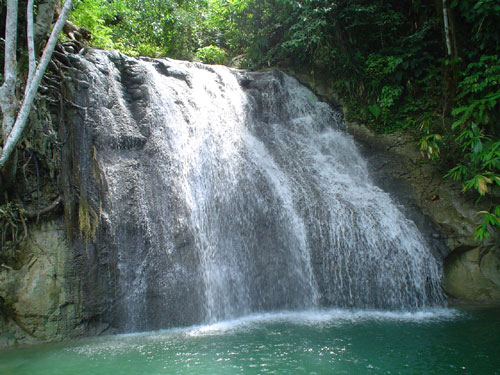
Водоспад Варса на острові Біак

## Географія
Екорегіон дощових лісів Біаку та Нумфору охоплює архіпелаг Біак, також відомий як архіпелаг Схаутен, розташований в затоці Чендравасіх на північний захід від Нової Гвінеї. Найбільшими островами архіпелагу є Біак та Супіорі, які лежать дуже близько один до одного і розділені дуже вузькою, неглибокою протокою Сорендівері. На південний захід від Супіорі та Біака лежить острів Нумфор, а на південь і південний схід від Біака — група невеликих островів Падайдо. Адміністративно Біакський архіпелаг є частиною індонезійської провінції Папуа. Острови Біак, Нумфор та Падайдо складають округ Біак-Нумфор, а острів Супіорі — округ Супіорі, виокремлений у 2004 році.
З геологічної точки зору основу островів регіону складають грубі коралові вапняки, серед яких трапляються відслонення сланців, перекриті базальтовими лавами та туфами. Біакські острови характеризуються нерівним, гористим рельєфом з великою кількістю карстових воронок та печер. Найвищі висоти в екорегіоні знаходяться на Супіорі, де гірський хребет, що простягається паралельно південному узбережжю острова, підіймається на висоту 1034 м над рівнем моря.
Острови Біак, на відміну від розташованого південніше острова Япен, є океанічними островами і не лежать на континентальному шельфі Нової Гвінеї. Їх фізична ізоляція від Нової Гвінеї означала, що рослинам і тваринам довелося перетнути океан, аби заселити ці острови, що дало початок унікальній флорі та фауні, яка характеризується високим рівнем ендемізму.

## Клімат
В межах екорегіону домінує екваторіальний клімат (Af за класифікацією кліматів Кеппена). Середньорічна температура тут становить 26 °C і незначно змінюється протягом року. Середньорічна кількість опадів на островах Біак перевищує 2500 мм, значна частина з яких випадає влітку.

## Флора
Рослинний покрив Біакських островів представлений вологими вічнозеленими дощовими лісами. За структурою та видовим складом ці ліси подібні до рівнинних дощових лісів, поширених на Новій Гвінеї. Ліси екорегіону можна умовно розділити на два типи: алювіальні ліси, поширені в низинах, та пагорбові ліси, поширені на схилах пагорбів.
Низинні алювіальні ліси екорегіону характеризуються нерівним, багатоярусним лісовим наметом, над яким підіймається багато поодиноких емерджентних дерев. У низинних лісах у великій кількості поширені ліани, епіфіти та папороті, а в їх чагарниковому підліску поширені пальми. Ліси, що ростуть на пагорбах Біаку та Супіорі, характеризуються більш низьким і густим лісовим наметом, ніж алювіальні ліси. Чагарниковий ярус в цих лісах більш відкритий та містить менше пальм, а трав'яний ярус більш щільний.
Серед дерев, що домінують у дощових лісах Біакського архіпелагу, слід відзначити острівне лічі (Pometia pinnata), диявольське дерево (Alstonia scholaris), а також різноманітні фікуси (Ficus spp.) та терміналії (Terminalia spp.). Також у лісах екорегіону поширені різні види гарцинії (Garcinia spp.), хурми (Diospyros spp.), мускатника (Myristica spp.), манілтої (Maniltoa spp.) та мікрокоса (Microcos spp.). На північному узбережжі Біаку зустрічаються великі насадження калофіллумів (Calophyllum spp.).
Загалом флора екорегіону є доволі різноманітною, однак недостатньо дослідженою. Серед ендеміків екорегіону слід відзначити нещодавно відкриту пальму Manjekia maturbongsii, яка росте на тонких вапнякових ґрунтах Біаку на висоті від 80 до 170 м над рівнем моря.

## Фауна
В межах екорегіону зустрічається близько 30 видів ссавців, зокрема пухнасті кускуси (Phalanger orientalis), плямисті кускуси (Spilocuscus maculatus), низинні мозаїкохвості щури (Paramelomys platyops), золоточереві боброщури (Hydromys chrysogaster), біяцькі листоноси (Hipposideros papua) та маскові крилани (Pteropus conspicillatus). Майже ендемічними представниками регіону є япенські щури (Rattus jobiensis) та гілвінські крилани (Pteropus pohlei), які окрім Біацького архіпелагу зустрічаються також на сусідньому острові Япен. Ендеміками екорегіону є біяцькі сумчасті летяги (Petaurus biacensis), блакитноокі плямисті кускуси (Spilocuscus wilsoni), біяцькі велетенські щури (Uromys boeadii), велетенські щури Емми (Uromys emmae) та біяцькі голоспинні крилани (Dobsonia emersa), а також підвид звичайного колючого бандикута Echymipera kalubu philipi.
Орнітофауна екорегіону нараховує близько 110 видів птахів. Ендеміками екорегіону є біяцькі великоноги (Megapodius geelvinkianus), рожевогруді тілопо (Ptilinopus speciosus), біяцькі пінони (Ducula geelvinkiana), біяцькі коукали (Centropus chalybeus), біяцькі сплюшки (Otus beccarii), біяцькі альціони-галатеї (Tanysiptera riedelii), сині альціони-галатеї (Tanysiptera carolinae), бронзовощокі папужки-пігмеї (Micropsitta geelvinkiana), чорнокрилі лорі (Eos cyanogenia), біяцькі лорікети (Trichoglossus rosenbergii), біяцькі піти (Pitta rosenbergii), біяцькі медовички (Myzomela rubrobrunnea), біяцькі лорікети (Gerygone hypoxantha), біяцькі шикачики (Edolisoma meyerii), біяцькі оругеро (Lalage leucoptera), біяцькі свистуни (Pachycephala melanorhyncha), біяцькі віялохвістки (Rhipidura kordensis), біяцькі монархи (Symposiachrus brehmii), чорні міагри (Myiagra atra), біяцькі вівчарики (Phylloscopus misoriens), нумфорські вівчарики (Phylloscopus maforensis), біяцькі окулярники (Zosterops mysorensis) та довгохвості шпаки-малюки (Aplonis magna).
Герпетофауна екорегіону також включає низку ендемічних видів. Серед ендемічних плазунів, поширених на островах Біак, слід відзначити біяцького смарагдового варана (Varanus kordensis) та біяцького білогубого пітона (Leiopython biakensis), а серед амфібій — біяцьку райку (Litoria biakensis), біяцьку карликову райку (Callulops biakensis) та капіську хрестову райку (Oreophryne kapisa). Ендеміками екорегіону також є низка видів метеликів, зокрема біяцький тигровий метелик (Parantica marcia), біяцька триплямиста еуплоя (Euploea tripunctata) та біяцький даміас (Damias biakensis).

## Збереження
Оцінка 2017 року показала, що 560 км², або 20 % екорегіону, є заповідними територіями. Природоохоронні території включають: Природний заповідник Біак-Утара (61,38 км²) на острові Біак та Природний заповідник острова Супіорі (419,9 км²) на острові Супіорі.